# Галл (Джорджія)
Галл (англ. Hull) — місто (англ. city) в США, в окрузі Медісон штату Джорджія. Населення — 230 осіб (2020).

## Географія
Галл розташований за координатами 34°1′3″ пн. ш. 83°17′37″ зх. д. / 34.01750° пн. ш. 83.29361° зх. д. (34.017583, -83.293640).  За даними Бюро перепису населення США в 2010 році місто мало площу 0,83 км², з яких 0,83 км² — суходіл та 0,00 км² — водойми.

## Демографія
Згідно з переписом 2010 року, у місті мешкало 198 осіб у 72 домогосподарствах у складі 48 родин. Густота населення становила 239 осіб/км².  Було 86 помешкань (104/км²).
Расовий склад населення:
| - 71,7 % — білих - 13,6 % — чорних або афроамериканців - 0,5 % — азіатів - 13,6 % — осіб інших рас |

До двох чи більше рас належало 0,5 %. Частка іспаномовних становила 17,2 % від усіх жителів.
За віковим діапазоном населення розподілялося таким чином: 29,8 % — особи молодші 18 років, 60,6 % — особи у віці 18—64 років, 9,6 % — особи у віці 65 років та старші. Медіана віку мешканця становила 31,0 року. На 100 осіб жіночої статі у місті припадало 80,0 чоловіків;  на 100 жінок у віці від 18 років та старших — 78,2 чоловіків також старших 18 років.
Середній дохід на одне домашнє господарство  становив 42 798 доларів США (медіана — 36 339), а середній дохід на одну сім'ю — 42 314 долари (медіана — 36 094). Медіана доходів становила 25 417 доларів для чоловіків та 36 250 доларів для жінок. За межею бідності перебувало 28,9 % осіб, у тому числі 39,0 % дітей у віці до 18 років та 45,9 % осіб у віці 65 років та старших.
Цивільне працевлаштоване населення становило 98 осіб. Основні галузі зайнятості: науковці, спеціалісти, менеджери — 26,5 %, освіта, охорона здоров'я та соціальна допомога — 21,4 %, виробництво — 11,2 %, роздрібна торгівля — 9,2 %.